# Нижній Мангеттен

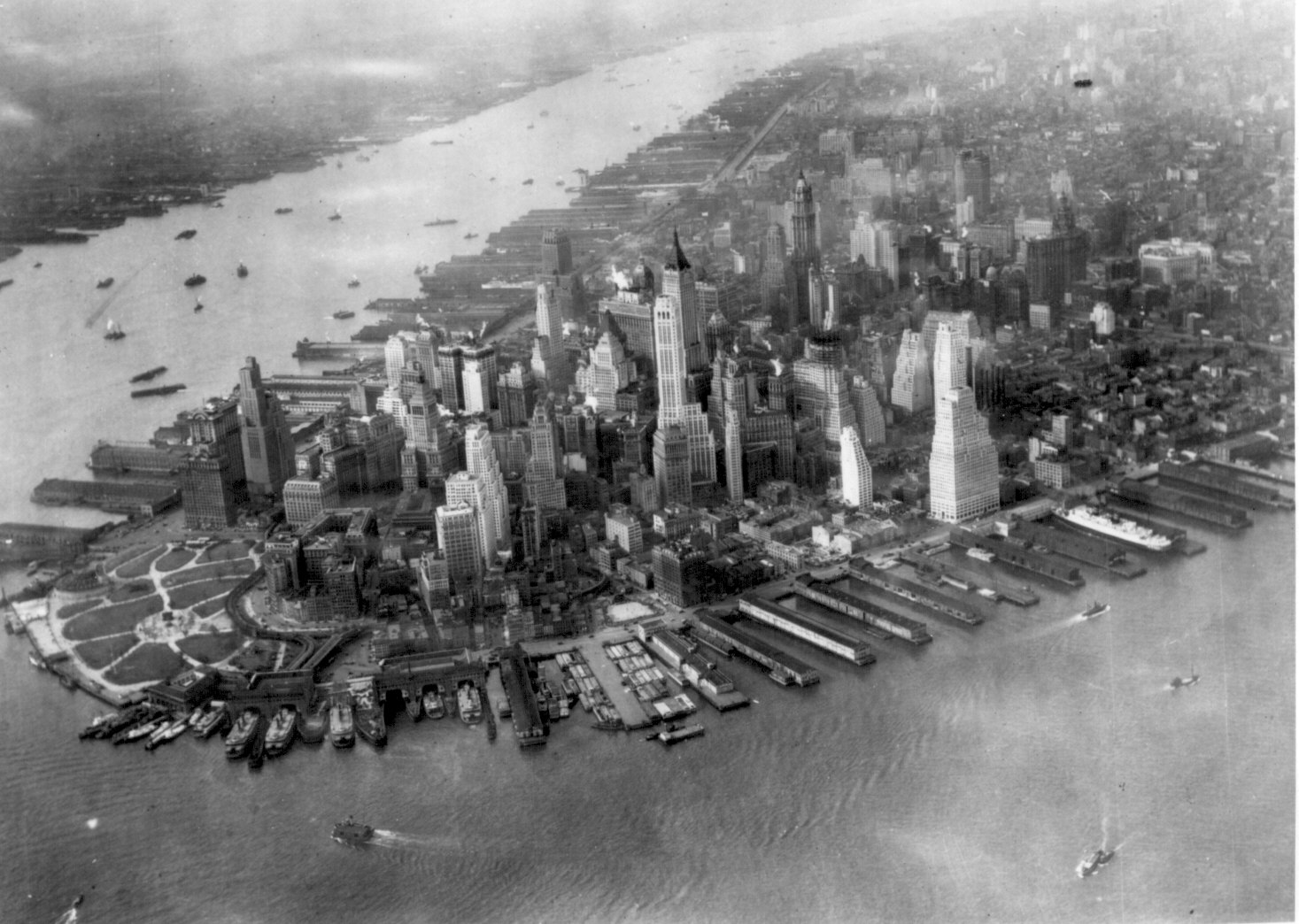
Мангеттен у 1931 році

40°42′27″ пн. ш. 74°00′43″ зх. д. / 40.7075° пн. ш. 74.011944444444° зх. д.
Нижній Мангеттен (англ. Lower Manhattan) — один з найактивніших районів Нью-Йорка, найпівденніша частина Мангеттена, основного острова міста Нью-Йорк, його комерційного центру. У ньому розташовуються Волл-стріт, Мерія, Фінансовий Квартал, Граунд Зіро, Маленька Італія і Чайна-Таун. Це четвертий комерційний центр США після Мідтауні, Чикаго Лупа і Вашингтона. Ця зона особливо постраждала від терактів 11 вересня 2001 року, коли впали вежі-близнюки.

## Історія
Голландці заснували перші європейські поселення на Мангеттені на південній частині острова. Перша фортеця була вибудувана в парку Беттері для захисту Нової Голландії.
Ця зона залишається одним з небагатьох районів Мангеттена з безладним розташуванням вулиць. У перші десятиліття XX століття вона була інтенсивно забудована, в тому числі безліччю хмарочосів, як-от Вулворт-Білдінг.
У 1950-х роках були побудовані деякі нові будівлі, серед них в 1955 році — одинадцятиповерхівка на Вільям-стріт. 27-поверховий офісний будинок на Брод-стріт, 12-поверхова на Пайн-стріт, 26-поверхова на Вільям-стріт і деякі інші були побудовані 1957 року.
Наприкінці цього десятиліття Нижній Мангеттен перебував в економічному занепаді в порівнянні з Мідтауном, який зазнав повного розквіту. Підприємець та меценат Девід Рокфеллер посприяв його відновленню, побудувавши в ньому штаб-квартиру свого банку.
Після переговорів з губернатором Нью-Джерсі Річардом Дж. Г'юзом, Портова влада вирішила побудувати Всесвітній Торговий Центр вздовж річки Гудзон і Вест-Сайд-хайвей.

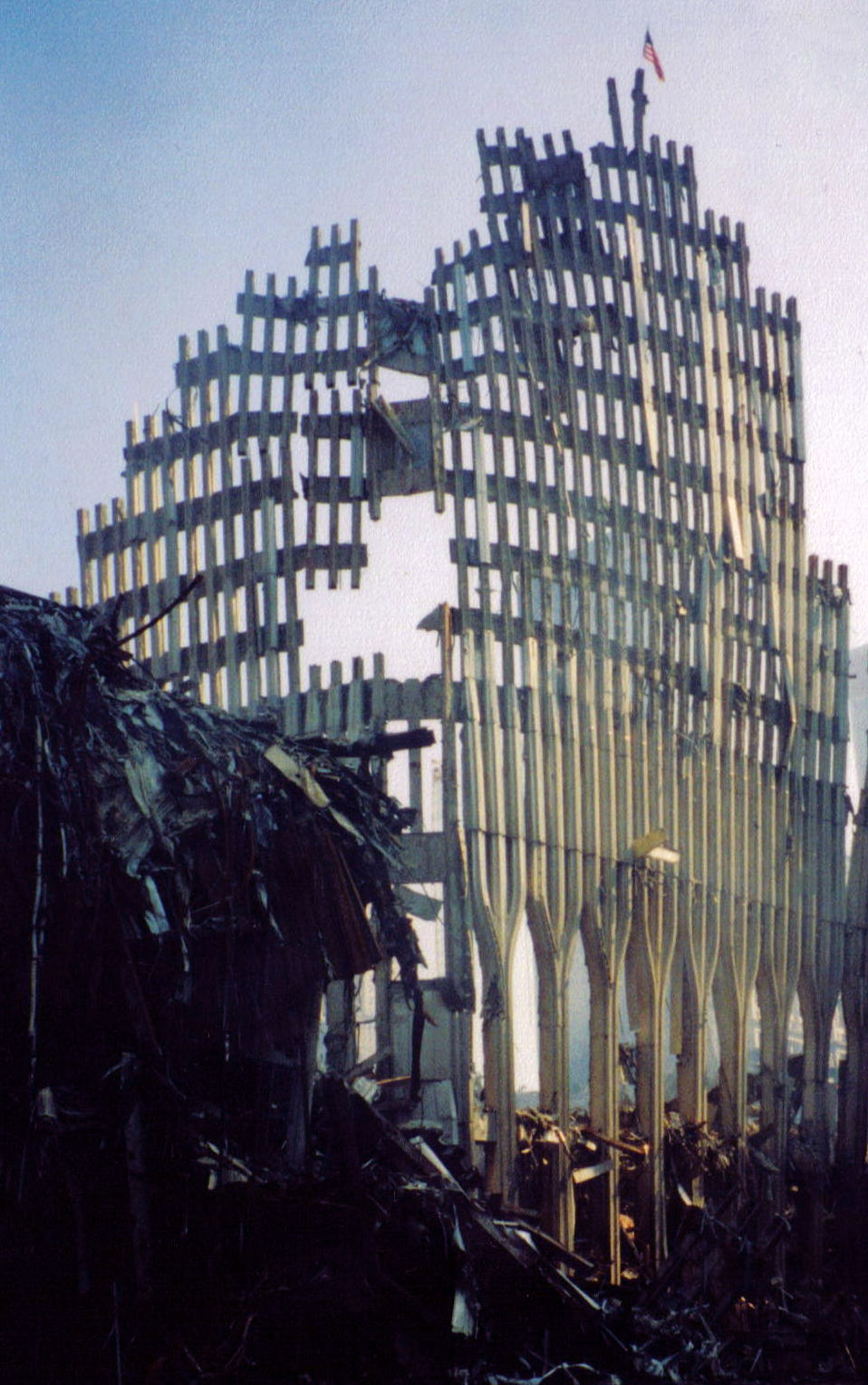
Руїни всесвітнього торгового центру після теракту

З початку XX століття Нижній Мангеттен є важливим центром мистецтва та розваг. Гринвіч-Вілледж — культурний центр з початку XX ст. до 80-х років. Багато галерей мистецтва наповнюють Сохо між 70-ми роками та початком 90-х. Сьогодні на Нижньому Мангеттені розташовується багато альтернативних театральних труп, які складають серце Бродвею. З початку століття район також отримав репутацію кварталу моди в Нью-Йорку.

## Майбутнє району
Після терактів 11 вересня 2001 року Нижній Манхеттен втратив значну частину своєї економіки та офісного простору. Якщо економіка у великій мірі відновилася, то величезне місце, яке колись займав Всесвітній Торговий Центр, ще не відбудували остаточно. Lower Manhattan Development Corporation розробила план для відновлення центру Мангеттена, з новими вулицями, будинками та офісними просторами.

## Хмарочоси
Після катастрофи веж Всесвітнього торгового центру, місце найвищого хмарочоса нижнього Мангеттена зайняв 66-поверховий хмарочос American International Building, заввишки 290 метрів разом зі шпилем. На другому місці розташувався 70-поверховий хмарочос 40 Волл-стріт, заввишки 282 метри. Цей хмарочос доданий в список історичних місць Нью-Йорка. Третє місце займає один із найкрасивіших хмарочосів Мангеттена 241-метровий хмарочос Будинок Вулворта. У будівлі 57 поверхів, він займає 3-те місце по висоті серед хмарочосів Нижнього Мангеттена, 15-те місце в Списку найвищих хмарочосів Нью-Йорка і 45-те місце серед хмарочосів США. У будівлі розташовуються офіси великих компаній і банків Мангеттена, так само звукозаписна студія.

## Галерея

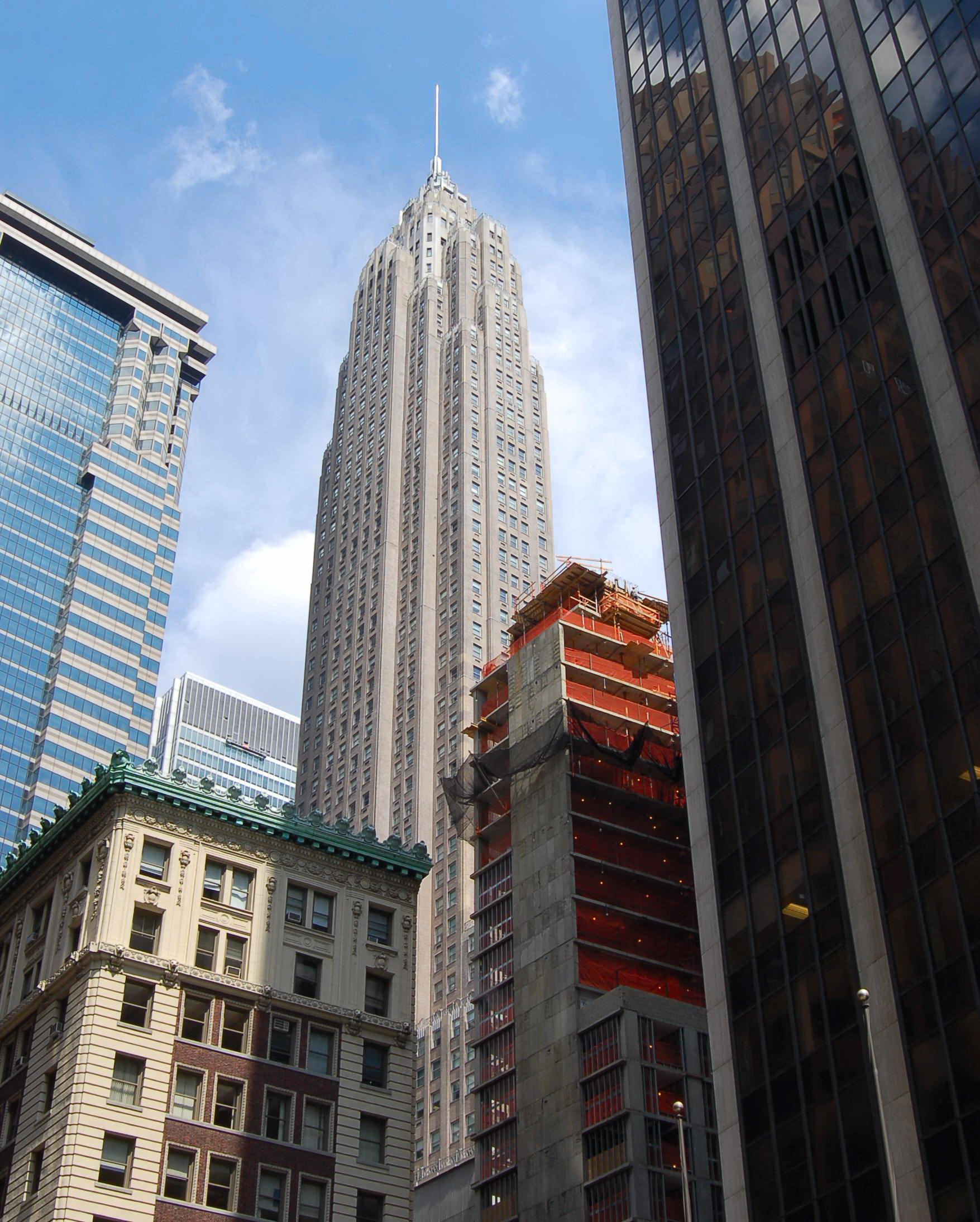
Американ-інтернешнл-білдінг
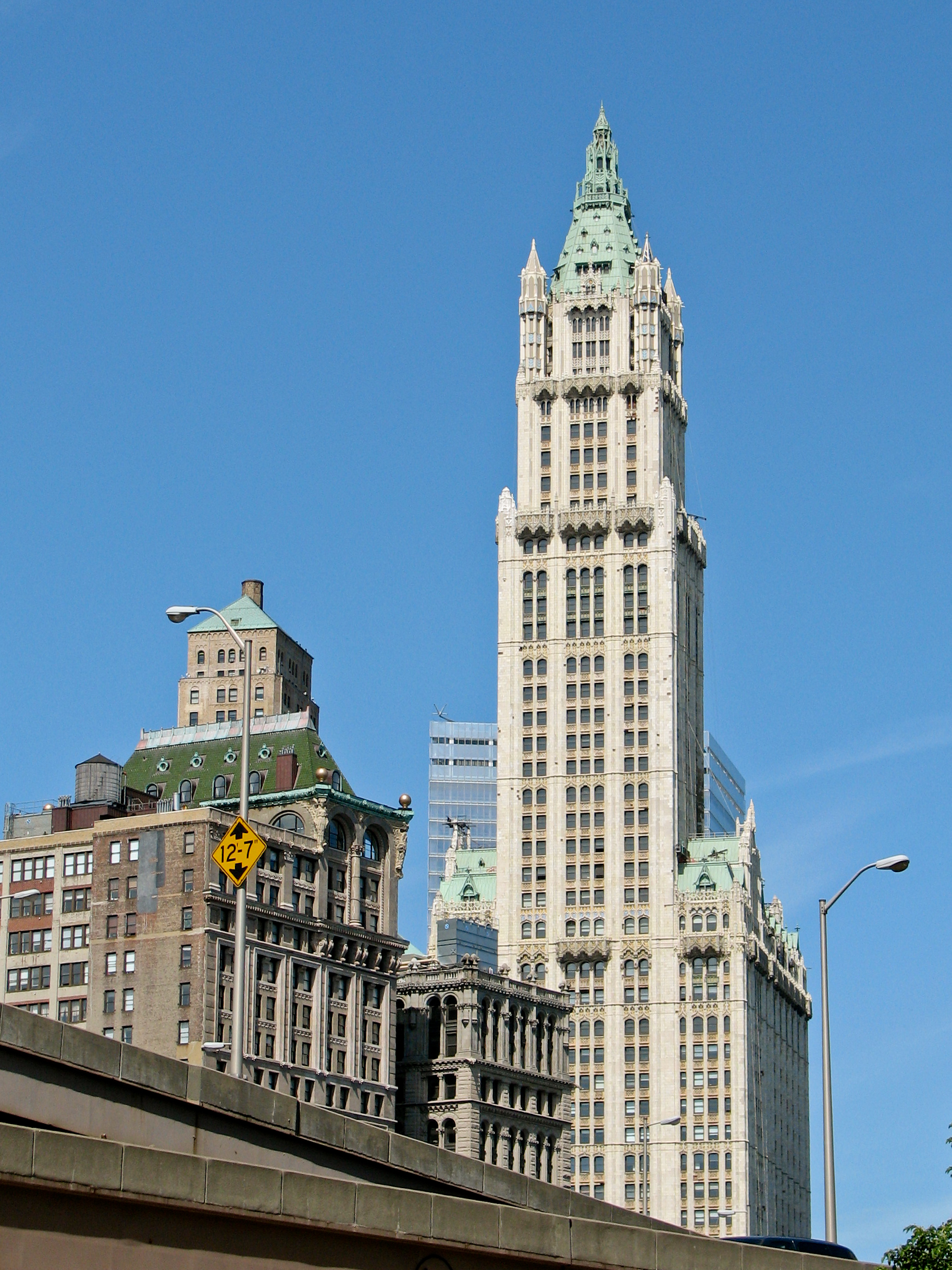
Woolworth Building
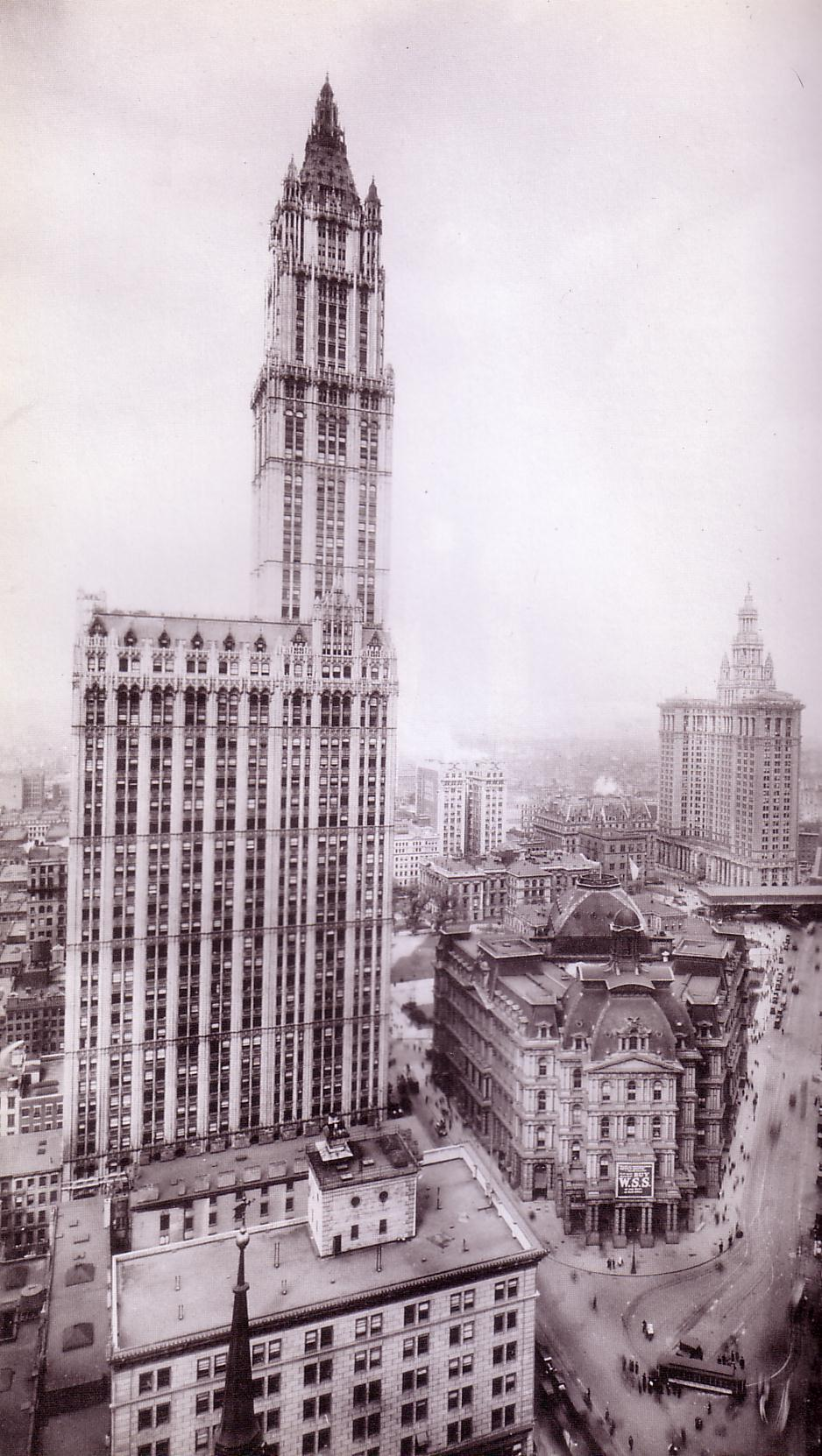
Woolworth 1915
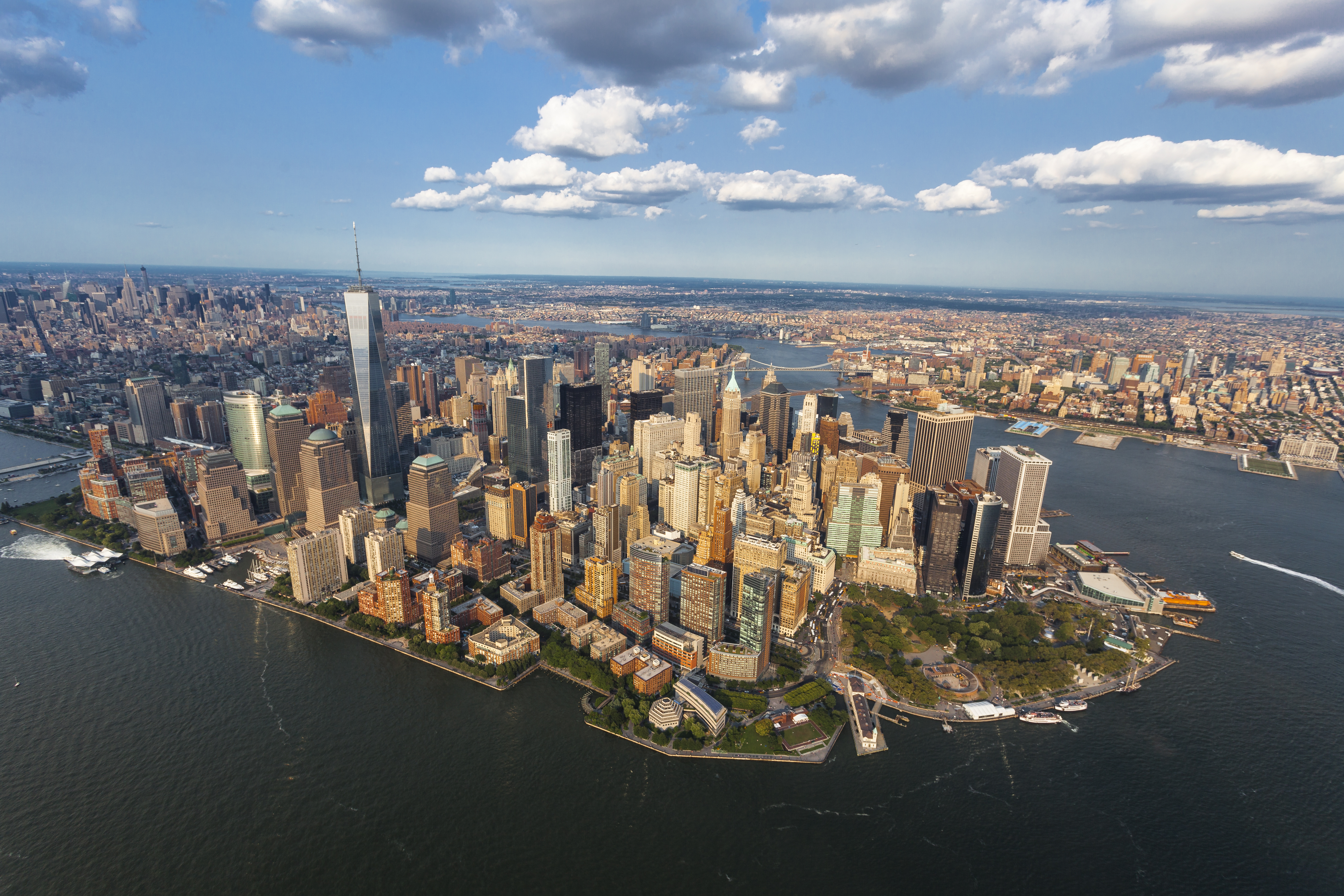
Нижній Мангеттен
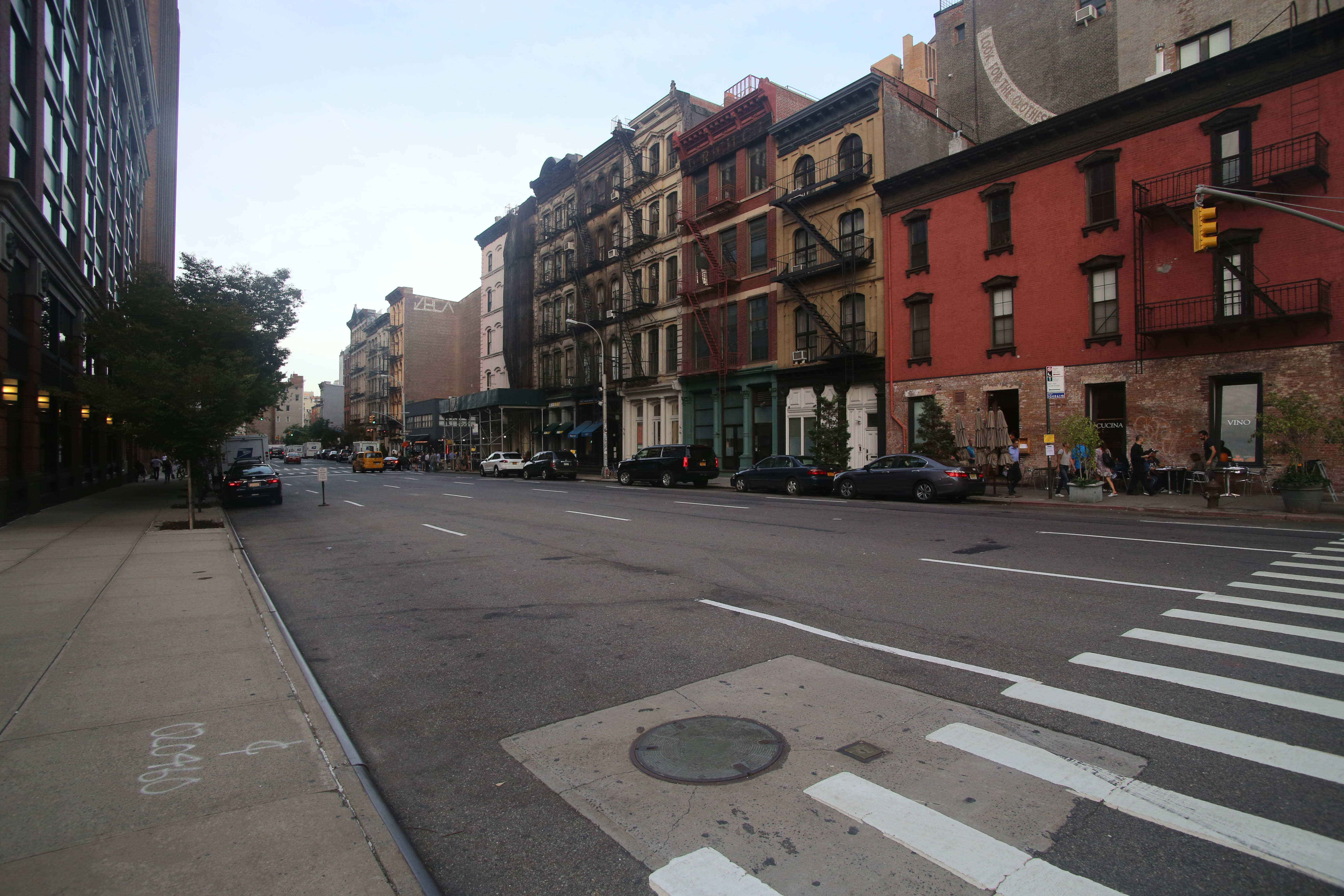
Вулиця у Нижньому Мангеттені